# Zygmunt Krasiński
Greve Zygmunt Napoleon Krasiński, född 19 februari 1812 i Paris, död 23 februari 1859 i Paris, var en av den polska romantikens mest betydande poeter. Han var också dramatiker, prosaförfattare och filosof. Han använde pseudonymen Spiridion Prawdzicki. Hans viktigaste verk är Nie-boska komedia som gavs ut anonymt 1835.

## Biografi
Krasiński var av högadlig härstamning och växte upp i motsatsförhållande till sin far, en general i rysk tjänst som lojalt anpassade sig till det ryska styret. Krasińskis neurotiska drag har ansetts härstamma från modern, som var av den adliga ätten Radziwiłł. Han litterära inriktning var framför allt intellektuell.
Redan i 20-årsåldern visade Krasiński häpnadsväckande mogenhet. Någon skarpt uppåtgående utvecklingslinje kan däremot inte spåras i hans skapande. Krasińskis första verk av betydelse – hans första alster var några romaner i Walter Scotts stil – var det allegoriska dramat Den ogudomliga komedien (Nie-boska komedia, 1835). Det skildrar kampen mellan två tankeströmmar: idealismen hos adel, andliga och bondemän och realismen hos demokratin, konflikten mellan den enskilde och massan, omstörtningsmakternas strid med traditionen. Ett kristet ideal vinner den andliga segern. 
Krasińskis följande verk Iridion (1836) var även ett utpräglat idédrama; grekers kamp mot romare i senantik tid ger en reflex av polackers och ryssars konfliktställning i samtiden. Andra diktverk av Krasiński är helt tillägnade Polens olyckor, den ständiga inspirationskällan till allt hans skapande. Den filosofiska dikten Morgongryning (1843) uppbärs av tanken på Polens Messias-roll i världshistorien, patriotiska motiv blandar sig här med erotiska. Djupt etiskt och intellektuellt allvar talar ur Krasińskis stora lyrksiak meditationer Framtidens psalmer (1845) och Den goda viljans psalm (1848) liksom ur hans sista diktbok Ofullbordade dikter (1851). 
Sista decenniet av sitt lev skrev Krasiński föga, nedbruten av psykisk sjukdom. Krasiński var en poet av stora mått, men hans författargestalter är ofta mera bärare av idéinnehåll än gestalter. Hans verk har utkommit i en mängd utgåvor, hans samlade verk utgavs 1912 i åtta band. Flera av Krasińskis verk har översatts till svenska av A. Jensen i Polska skalder 1906.